# Masanori Tokita
Masanori Tokita (Prefettura di Hyōgo, 24 giugno 1925 – 5 marzo 2004) è stato un calciatore giapponese, di ruolo attaccante.